# Reynard 98A
Reynard 98A – samochód Formuły 1, zaprojektowany przez Adriana Reynarda.

## Historia
Model 98A miał służyć jako platforma testowa dla zespołu BAR, który debiutował w Formule 1 w sezonie 1999. Był napędzany przez trzylitrowy silnik V8 Forda o mocy 710 KM, którym Michael Schumacher zdobył mistrzostwo świata w 1994 roku.
Samochód został później wykorzystany przez Waltera Leitgeba w latach 2001–2002, który rywalizował nim w Interserie i odniósł dwa zwycięstwa.